# Ricardo Macchi
Ricardo Macchi (Porto Alegre, 10 de abril de 1970) é um ator e produtor cultural brasileiro. 
Sindicalizado como artista em 1987. Fez seu primeiro comercial de televisão com 15 anos de idade. Trabalhou no mercado nacional e internacional, modelo da agência Italy Models Milão, fez diversas campanhas internacionais. Porém, alcançou fama nacional no papel de Igor na telenovela Explode Coração. Após a novela realizou o sonho de jogar em seu clube do coração. Ele atuou quatro meses como jogador do Vasco, sendo campeão carioca de 1998.
Desde abril de 2020, é diretor artístico da TV8.

## Biografia
Estreou no teatro em 1991/1992 no musical Blue Jeans, dirigido por Wolf Maya, ganhador do prêmio Molière de melhor montagem. Participou da montagem de Hair em 1993, dirigido por Jorge Fernando. Em 1999/2000, participou da peça Deu Broadway na Cabeça, dirigida por Cininha de Paula.
Na televisão, estreou em 1995 como o protagonista da telenovela Explode Coração, de Glória Perez.
A partir de 1996, passou a produzir, dirigir, roteirizar e apresentar documentários de responsabilidade social: Educação ambiental, visão sociológica, totalizando 33 títulos abordando temas como desenvolvimento sustentável, água - essência da vida, superaquecimento, qualidade do ar, populações ribeirinhas, tráfico de animais, biopirataria, Amazônia, áreas de proteção ambiental (APAs), Cidade de Deus, uma Visão Diferente (Projeto Grão), Anil Comunidade Padrão, A História do Complexo do Alemão , Deficientes Brasil 14.8%, Guia de Saúde Eletrônico entre  outros. Estes documentários lhe valeram o Troféu JK Categoria Empreendedor da Década pelos 14 anos de investimentos utilizando recursos próprios em  documentários sobre responsabilidade social, em abril de 2010.
Em 2002, protagonizou a peça "Jeffrey - De Caso com a Vida", com direção de Gilberto Gawronski.
Em 2011, voltou ao horário nobre da rede Globo quando atuou em uma propaganda da FIAT, ao lado do ator estadunidense Dustin Hoffman. 
Em maio de 2013 teve o nome de seu personagem colocado no texto da novela Sangue Bom ,pela autora Maria Adelaide Amaral, de forma pejorativa, houve protesto do ator em sua página de uma rede social e repercutiu nos principais veículos de mídia em todas plataformas do Brasil, a autora voltou atrás no uso do personagem e modificou o texto retirando o personagem Igor de propriedade e responsabilidade da Rede Globo.

## Vida pessoal
Ricardo Macchi namorou a atriz Ellen Rocche, ele citou o "trabalho e a amizade" como motivo do termino do relacionamento. Eles se separaram após oito anos de namoro.

## Política
Concorreu a uma vaga de deputado federal nas eleições no Rio Grande do Sul em 2014, pelo Partido Trabalhista Brasileiro (PTB) mas não obteve o número de votos necessários para a candidatura.

## Filmografia

### Televisão
| Ano  | Título            | Personagem        | Notas                             |
| ---- | ----------------- | ----------------- | --------------------------------- |
| 1995 | Explode Coração   | Igor              |                                   |
| 1996 | Caça Talentos     | Lutador Mascarado | Episódio: "Vale Quase Tudo"       |
| 1997 | Por Amor          | Genésio           |                                   |
| 1998 | Malhação          | Rafael            | Participação especial             |
| 1998 | Meu Bem Querer    | Playboy           | Participação especial             |
| 1999 | Você Decide       | Klauss            | Episódio: "Na Passarela do Samba" |
| 2000 | Sai de Baixo      | Darcy             | Episódio: "A Farra do Bofe"       |
| 2002 | Casa dos Artistas | Participante      |                                   |
| 2004 | Metamorphoses     | Ângelo Sousa      |                                   |
| 2008 | Os Mutantes       | Golias            | Participação especial             |
| 2018 | Dra. Darci        | Claudinho         | Episódio: "Recasamento"           |

### No Cinema
| Ano  | Título                                | Personagem |
| ---- | ------------------------------------- | ---------- |
| 2010 | VIPs: Histórias Reais de um Mentiroso | Ele mesmo  |
| 2011 | Surferssauros Tubarões de Copacabana  | Thiago     |
| 2015 | O Maníaco do Facebook                 | Tinder     |
| 2017 | Os Parças                             | Borges     |
| 2021 | Como Hackear Seu Chefe                | Ruy Falcão |

## Teatro
- 1991 - Blue Jeans, dir. Wolf Maya
- 1992 - Blue Jeans, dir. Wolf Maya
- 1993 - Hair, dir. Jorge Fernando
- 1999 - Deu Broadway na Cabeça, dir. Cininha de Paula
- 2002 - Jefrey, dir. Gilberto Grawonsck
- 2013/2014 - Coisas que Porto Alegre Fala
- 2018 - “Que Mundo É Este?” Ópera Rock